# Баровица
Ба̀ровица (на гръцки: Καστανερή, Кастанерѝ, до 1926 година Μπαροβίτσα, Баровица) е село в Егейска Македония, Гърция, част от дем Пеония, област Централна Македония.

## География
Селото е разположено на 780 m надморска височина, на 12 km северозападно от демовия център Гумендже (Гумениса) в източните склонове на планината Паяк (Пайко).

## История

### В Османската империя
В XV век в Баровица са отбелязани поименно 39 глави на домакинства.
Според местна легенда селото е основано от харамии, начело с войводата Баро. Край селото има развалини от четири напуснати селища: Селището, Ниризините, Пальори и Кодру Мушат. В началото на XIX век тука се заселват и семейства от разтурените села Грипа и Карпин, които били разположени на източните склонове на Паяк между селата Църна река и Купа.
Цялата топонимия на селото е влашка: Кале Мушат, Аргъл, Валия Велак, Рапал Жупан, Гистсърна, Валия Оргу, Валия Сяка, Валия Мари, Чукал Гогот, Кали Мари, Кятра Сурда, Шкурта Валия, Фрац, Кетар Негри, Коста Мари, Фишор Сакул, Рапал Куян, Кодър Мушат, Катра Алба, Фантъна Раци, Згарна, Патул, Финган, Агро Стефан, Имона, Кирго, Сичър, Скарцял.
В края на XIX век Баровица е влашко (мъгленорумънско) село в областта Влахомъглен в процес на напреднала българизация.
Църквата „Света Параскева“ („Света Петка“) е от 30-те години на XIX век. Селото признава върховенството на Българската екзархия. През май 1880 година са арестувани мухтарите на няколко енидженски села и от тях е изискано поръчителство, че са благонадеждни, което би могъл да даде само гръцкия митрополит. Така митрополит Йеротей Воденски успява да откаже от Екзархията селата Крива, Баровица, Църна река, Тушилово, Петрово, Бозец, Постол, Геракарци и Кониково.
В 1894 година Густав Вайганд в „Аромъне“ пише, че Баровица е обългарено влашко село, в което само старите хора говорят влашки.
През октомври 1897 година революционерът Аргир Манасиев, учител в Смоквица, заедно с Пере Тошев организира в селото комитет на ВМОРО. Манасиев пише за Баровица:
| „ | В с. Баровица нашата организация беше по-ограничена, защото имаше и гъркомани, та на събранието свикахме само онези, на които можехме да се доверим. По желание на Коста Гацев и братята му свикахме някои от селяните, които ни посочиха и поставихме начало на организацията. | “ |

Според статистиката на Васил Кънчов („Македония. Етнография и статистика“) в 1900 година в Баровица живеят 750 българи християни.
След Илинденското въстание в 1904 година цялото село минава под върховенството на Екзархията. Според секретаря на екзархията Димитър Мишев („La Macédoine et sa Population Chrétienne“) в 1905 година в Баровица (Barovitza) има 1280 българи екзархисти и в селото има българско училище. Към 1906-1907 година енорийски свещеник на Екзархията в Баровица е Петър Попдимитров.
След Младотурската революция шест къщи от селото стават гъркомански. В 1909 година жителите на селото изпращат следната телеграма до Отоманския парламент:
| „ | По клеветничеството на 7 гъркомански патриаршийски къщи селската ни черква и училището са затворени, при все че ние българите екзархисти сме 150 къщи. Молим ви за отварянето на черквата и училището, за да не бъдем лишени от молитвен дом и децата си да спасим от хайлазуван по улиците. От името на българското население кмет Тано, член Петре. | “ |

Според данни на кукушкия околийски училищен инспектор Никола Хърлев в 1909 година в Баровица има назначен от Екзархията български учител, но властите не допускат отварянето на българско училище поради статуквото.
По данни на Екзархията в 1910 година Баровица има 154 семейства, 847 жители българи и една черква.
При избухването на Балканската война в 1912 година 10 души от Баровица са доброволци в Македоно-одринското опълчение.

### В Гърция
В 1913 година след Междусъюзническата война селото попада в Гърция. Някои семейства, подозирани във връзка с комитите, бягат в България. В 1914 година десет семейства се изселват в България, а няколко в Америка.
Боривое Милоевич пише в 1921 година („Южна Македония“), че Баровица има 135 къщи власи християни. От 154 български семейства към 1912 година до 1928 година в България се изселват 54 семейства и в селото остават 100 български семейства. От избягалите в България семейства 4 по-късно се заселват в Гевгели. В 1926 година селото е прекръстено на Кастанери.
Селото пострадва силно по време на Втората световна (1940 - 1945) и Гражданската война (1946 - 1949), като загиват 60 жители, а 25 семейства се изселват в Югославия - предимно в Скопие, Велес и Гевгели. След края на Гражданската война някои семейства се местят в Гумендже, Солун и в чужбина.
Селото традиционно произвежда картофи, кестени, грах, овошки, като се занимава и с отглеждането на кози, овце и свине.
| Име        | Име        | Ново име    | Ново име    | Описание                              |
| ---------- | ---------- | ----------- | ----------- | ------------------------------------- |
| Дуйково    | Ντουΐκοβο  | Трахилос    | Τράχηλος    | връх на ЮЗ от Баровица                |
| Скарчали   | Σκαρτσάλη  | Петротон    | Πετρωτόν    | местност на ЗЮЗ от Баровца (1389 m)   |
| Орман      | Όμάν       | Дасомену    | Δασωμένου   | местност на З от Баровица             |
| Изворо     | Ίσβορο     | Пиги        | Πηγή        | местност на З от Баровица             |
| Валисофата | Βαλισόφατα | Маврорема   | Μαυρόρεμα   |                                       |
| Каркин     | Κάρκιν     | Литовуни    | Λιθοβούνι   |                                       |
| Калимари   | Καλιμάρι   | Макристатон | Μακρύστατον | възвишение на ЗЮЗ от Баровца (1389 m) |
| Валисака   | Βαλίσακα   | Макрахалияс | Μακραχαλιάς | река на З от Баровица                 |
| Кирго      | Κίργκον    | Петрадес    | Πετράδες    | връх на З от Баровица (1506,6 m)      |
| Синистра   | Σινίστρα   | Зерворема   | Ζερβόρεμα   | река на З от Баровица                 |

| Година    | 1913 | 1920 | 1928 | 1940 | 1951 | 1961 | 1971 | 1981 | 1991 | 2001 | 2011 | 2021 |
| --------- | ---- | ---- | ---- | ---- | ---- | ---- | ---- | ---- | ---- | ---- | ---- | ---- |
| Население | 896  | 714  | 680  | 945  | 632  | 691  | 437  | 380  | 333  | 232  | 180  | 95   |

## Личности
Родени в Баровица
- Анастас Георгиев (Атанас, Сандо, Ташо Георгев, 1885 – ?), македоно-одрински опълченец, четата на Иван Пальошев, Четвърта рота на Петнадесета щипска дружина[27]
- Братя Лазар (Лазос, Лазарос, †1912), Гоно (Гонос, †1944), Димитър (Митрос) и Траян (Траянос) Доямови или Дояма, гръцки андарти, видни дейци на Гръцката въоръжена пропаганда в Македония
- Гано Димитров (Гено), македоно-одрински опълченец, Сборна партизанска рота на МОО[28]
- Георги Димитров (1886 – ?), македоно-одрински опълченец, четата на Павел Христов, Четвърта рота на Тринадесета кукушка дружина[29]
- Георги Христов, български революционер от ВМОРО, четник на Никола Иванов[30]
- Георги Шашев (1920 – 1945), гръцки комунист
- Гоно Димитров Гюпчев (1885 – ?), македоно-одрински опълченец, Първа отделна партизанска рота, носител на бронзов медал[31]
- Димитър Христов Тръпчев (1900 – 1952), български общественик, основател на Македонското благотворително братство в Свети Врач, загинал в Плевенския затвор[32]
- Димо К. Търтев (1888 – 1946), български революционер от ВМОРО, по-късно привърженик на ВМРО (протогеровисти)[33]
- Коста Гацев (? – 1911), български революционер от ВМОРО
- Костас Гацос (1920 – 2002), гръцки комунист
- Коста Я. Кехайов, деец на Илинденската организация в Несебър[34]
- Лазо Константинов, български революционер от ВМОРО
- Мино Пържолов (Димитър, Мито Пържолев, 1886 – 1933), деец на ВМОРО, македоно-одрински опълченец, войвода на ВМРО
- Пено Пенчев (Пенкин, 1885 – ?), македоно-одрински опълченец, четата на Иван Пальошев, Първа рота на Четиринадесета воденска дружина[27]
- Тано Кудев, харамия, андарт и революционер от ВМОРО
- Трайко Баровски (? – 1906), български революционер, войвода на ВМОРО
- Тръпко Георгиев (Тръпчо, 1887 – ?), македоно-одрински опълченец, Първа отделна партизанска рота, четата на Павел Христов[35]
- Христо Димитров (1880 – 1920), известен като Ичко Димитров Гюпчето или Ичко Гюпчев, български офицер и революционер, войвода на ВМРО, македоно-одрински опълченец
- Христо Доямов (Христос Доямас, ? – 1916), гръцки андарт
- Христо Тръпчев, деец на ВМОРО[36]
- Христо Търтев (1872 – ?), деец на ВМОРО
- Христо Чалъмов (1892 – ?), македоно-одрински опълченец, Сборна партизанска рота[37]
- Янко Д. Янчев, деец на Илинденската организация в Несебър[34]